# Volontärskola
En volontärskola var en utbildningsenhet för frivilliga i den svenska försvarsmakten (företrädesvis armén) tiden innan allmän värnplikt infördes.